# ブルームバーグテレビジョン
ブルームバーグテレビジョンは、経済専門通信社のブルームバーグが運営する経済専門の衛星テレビジョン放送局である。
番組は、世界三大金融センターであるニューヨーク、ロンドン、香港を中核に、時々刻々変化する世界の経済・企業・金融情報、企業の首脳（社長・会長など）へのインタビューなどをリアルタイムで毎日24時間休みなしに提供される。

## 沿革
1994年にアメリカにてブルームバーグテレビジョンは開局。日中は経済ニュースなどを放送。夜間や週末は投資・スモールビジネスの他に政治・芸術分野などに関した番組を手がける。ブルームバーグでは放送されないが、『チャーリー・ローズ』（アメリカのインタビュアーによる番組）の制作を手がけている。また、1996年にはラジオ局を買い取る形でラジオサービスをスタート。衛星ラジオを介せばアメリカ中で聴くことができる。テレビ・ラジオ共にインターネットでストリーミング放送が実施されている。
イギリス・アジア向け放送の他、ヨーロッパ・日本・ブラジルでは現地の言語で放送。インターネットで配信（データスクリーンは除く）するなど国際的に事業を展開。
しかし、2009年に金融危機・不況に伴い人員削減などの整理計画が実施となった。英語以外の放送は2009年に放送を終了して、英語放送に切り替えることとなった。ヨーロッパ圏は3月8日に終了、日本は4月30日に、南米地域も2009年に終了した。これに伴い、英語放送（都合3チャンネル）は各地域のみの放送を減らして同一のスケジュールにシフトした。ニューヨークからは1日13時間、ロンドンからは5時間30分、アジア（香港・シンガポール）では1日7時間30分制作する。

### チャンネル一覧
- Bloomberg（America）（アメリカのテレビ放送）
- Bloomberg Asia（アジア太平洋、英語放送）
- Bloomberg Europe（イギリス）

終了したチャンネル
- イタリア
- スペイン
- ドイツ
- 日本
- フランス
- ブラジル
- ラテンアメリカ（スペイン語）

アメリカ・イギリス・アジア太平洋向け番組はそれぞれの番組内容を共有。

### データスクリーン
左右逆L字型画面のデータスクリーンその上に現在時刻、主要株価、為替、個別銘柄の株価、ニュースが表示されていた。

## 日本語放送
日本向けは1996年10月開局。スカイパーフェクTV!（250ch）・ケーブルテレビ・インターネット放送及びWOWOWデジタルプラス・イーピー放送でも放送された。また、番組の一部を地上波テレビ局にも配信、週に1度フジテレビに向けて出稿していた。アジア太平洋版の放送はスカイパーフェクTV!（742ch）・ひかりTV・ケーブルテレビジョン東京で配信。
日本での事業開始当初は放送の外資規制があり、ブルームバーグ本体が日本で放送事業を手がけるのは不可能だった。そのため、日本で現地法人ブルームバーグ・ジャパンを設立（ブルームバーグの東京支社とは別物で、実態はペーパーカンパニー）、朝日新聞社、伊藤忠商事の3社が合弁で「ブルームバーグ情報テレビ」を設立。この会社が「ブルームバーグテレビジョン」のサービスを手がけていた。
サービス開始当初、情報テレビ社の社長には日本テレビ放送網の報道局で幹部をしていた人物をヘッドハンティングした。しかし、この人物は1年弱で退社。次に同社での女子アナウンサーが突然社長に就任するが、威圧的な経営や社員への強制退職命令乱発等が問題となり怪文書が出る始末。この問題が「週刊文春」や「サイゾー」などの雑誌に報道されることになり更迭、ブルームバーグ東京支局へ異動となる。以後社長は米本社から派遣された人物が就くことになる。経営に関しても芳しくなく、現在の日経CNBCなどとの競合で加入者数が増えず、当初見通しを下回っていた。非上場企業なので財務状態は社員にも公開されていないが、慢性の赤字状態だったと言われている。
規制緩和で放送の外資規制が緩和されたことを受けて、2002年にブルームバーグ情報テレビは解散、サービスはブルームバーグ本体に移管され、その後日本語版はブルームーバーグ東京支局がサービスを担当することになった。
2006年に東京支局を丸の内郵船ビルから丸の内ビル（丸ビル）に移転。
2009年2月5日、日本語を含む英語以外のテレビ放送を打ち切ることが、複数の米メディアによって報じられる。日本では2009年4月30日24:00に放送終了。併せてスカパー!などで実施されていたアジア太平洋版（英語放送）の配信も打ち切られた。

### 閉局後
こうして日本語放送に携わってきた従業員が15人程度削減される、と一部で推測されていた。このうち、閉局間際までキャスターを務めてきた曽宮一恵はこれを機にフリーアナウンサーに転向した。一方でブルームバーグに残留する従業員もいた。
2009年10月12日深夜（10月13日午前）からTBSの経済情報番組『ビジネス・クリック』（第1期）において、ブルームバーグが情報を提供することになり、かつて日本語版放送のキャスターだった吉川淳子が出演していた。なお同番組は2013年4月より週1回の番組として再開しており、吉川はロイターのニューヨークスタジオから解説を行っている。
また、BSフジの報道番組『BSフジLIVE プライムニュース』においてもブルームバーグによる経済ニュースコーナーが放送されている。

### 閉局時の主な番組
副音声では日中は日本語の株式情報、夜間はニューヨーク・ブルームバーグラジオを放送していた。
出演者については、表記以外にも持ち回りで複数のキャスターが担当した（2009年4月の時点）。
ブルームバーグ インターナショナル
- 柿崎元子

5:00 - 8:30 （生放送は6:00から）
ブルームバーグ オンザマーケット
- 吉川淳子

8:30 - 12:00
ブルームバーグ ボイス
- 企業経営者などへのインタビュー。
- 小笹俊一、松井玲、竹内カンナら東京支局リポーターと、キャスターが持ち回りで担当。

12:00 - 12:30
ブルームバーグ マーケットライン
- 曽宮一恵・吉川淳子 他

12:30 - 15:00
ブルームバーグ マネートゥデイ
- 曽宮一恵

15:00 - 20:00
ブルームバーグ マネートゥナイト
20:00 - 翌5:00 （実際は6:00まで、主に再放送）他
30分間のセグメント（当初からフォーマットを敷いて放送している）
- :00（:30）トップニュース、市況
- :05（:35）TOKYO MARKET UPDATE
- :10（:40）ニュース・インタビューなど
- :18（:48）ニュース・インタビュー
- :26（:56）WORLD NEWS UPDATE

### 日本語版ブルームバーグを放送したことがあるチャンネル
地上波放送
- テレビ神奈川（tvk）（月曜 - 金曜6:59 - 7:20・2008年3月までは富士ゼロックス（現在：富士フイルムビジネスイノベーション）提供、ニュース930内マネートゥデイ）
- 東京メトロポリタンテレビ（TOKYO MX）（火曜 - 日曜4:30 - 5:00）
- 岐阜放送（GBS、ぎふチャン）（月曜 - 金曜6:30 - 7:00・十六銀行・十六ディーシーカード・十六リース提供。）
- 三重テレビ（MTV）（月曜 - 金曜6:30 - 7:00）
- テレビ埼玉（TVS、テレ玉）（月曜 - 金曜15:00 - 15:30）
- サンテレビ（SUN）（月曜 - 金曜6:00 - 6:30）
- フジテレビ（ニュース素材の相互利用関係を持つ）

衛星・CATV 他
- BS-i（現在のBS-TBS）
- 朝日ニュースター (現在のテレ朝チャンネル)
- Dlife